# حدود سورينام

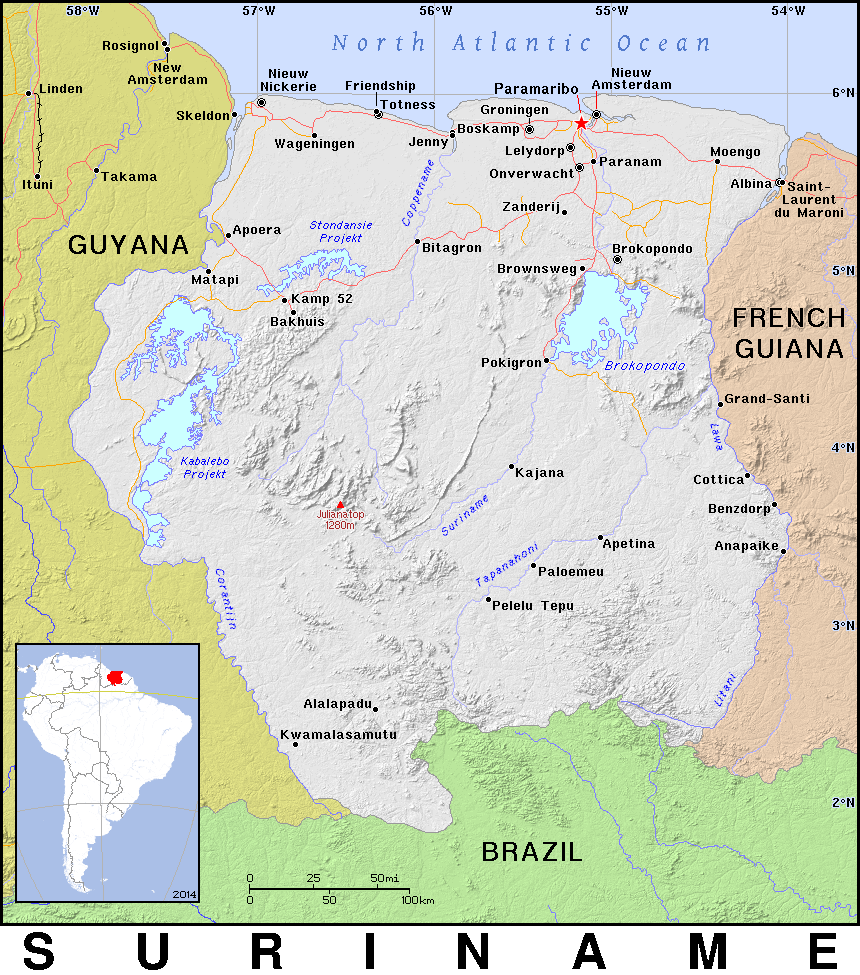
الحدود المعترف بها دوليا لسورينام عند الاستقلال في عام 1975.

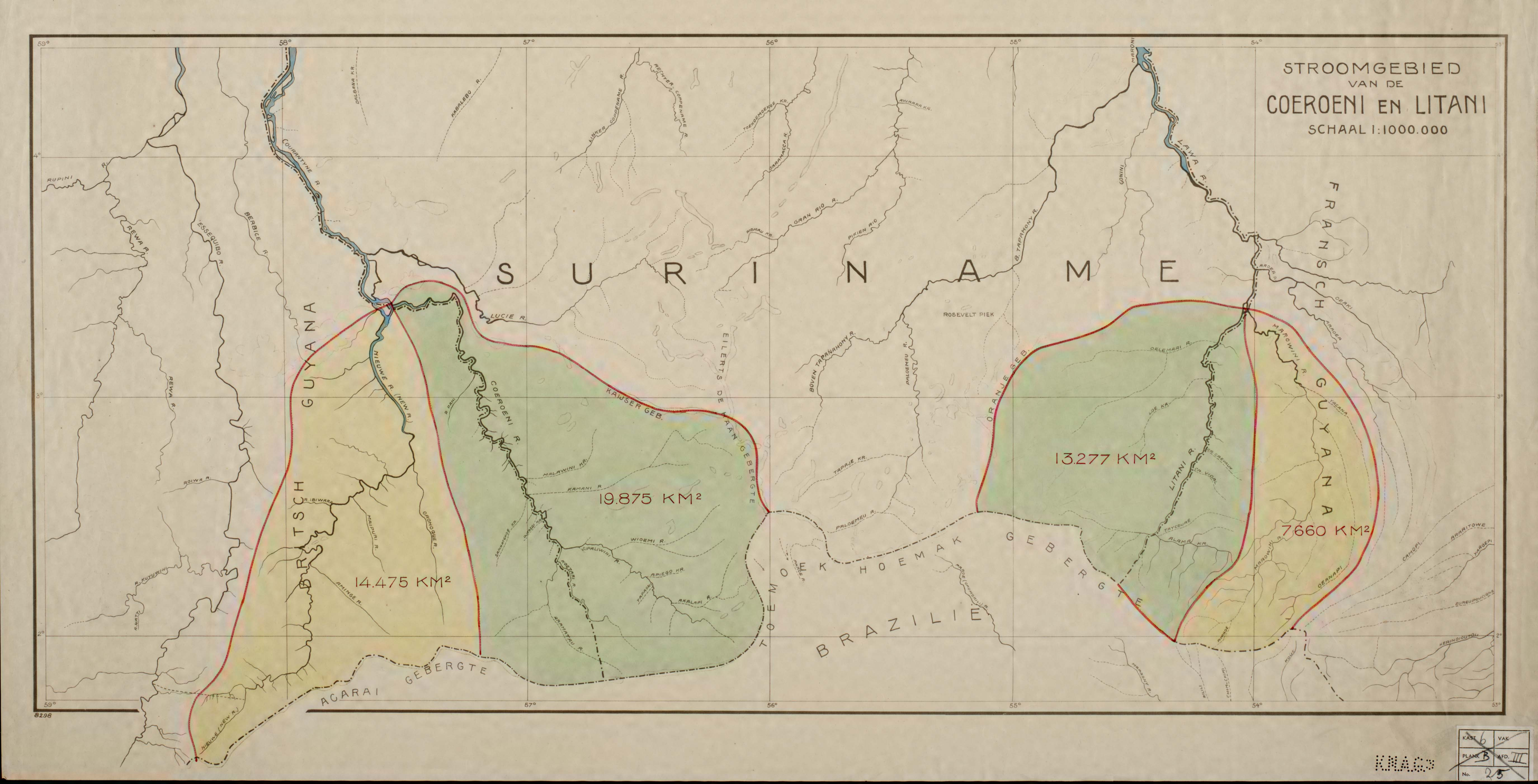
خريطة تفصيلية للمناطق المتنازع عليها.

حدود سورينام تتكون من حدود برية مع ثلاث دول: غيانا والبرازيل وفرنسا (عبر غويانا الفرنسية). الحدود مع غيانا وفرنسا محل نزاع، ينما الحدود مع البرازيل لم تكن محل خلاف منذ عام 1906.

## الحدود الشرقية

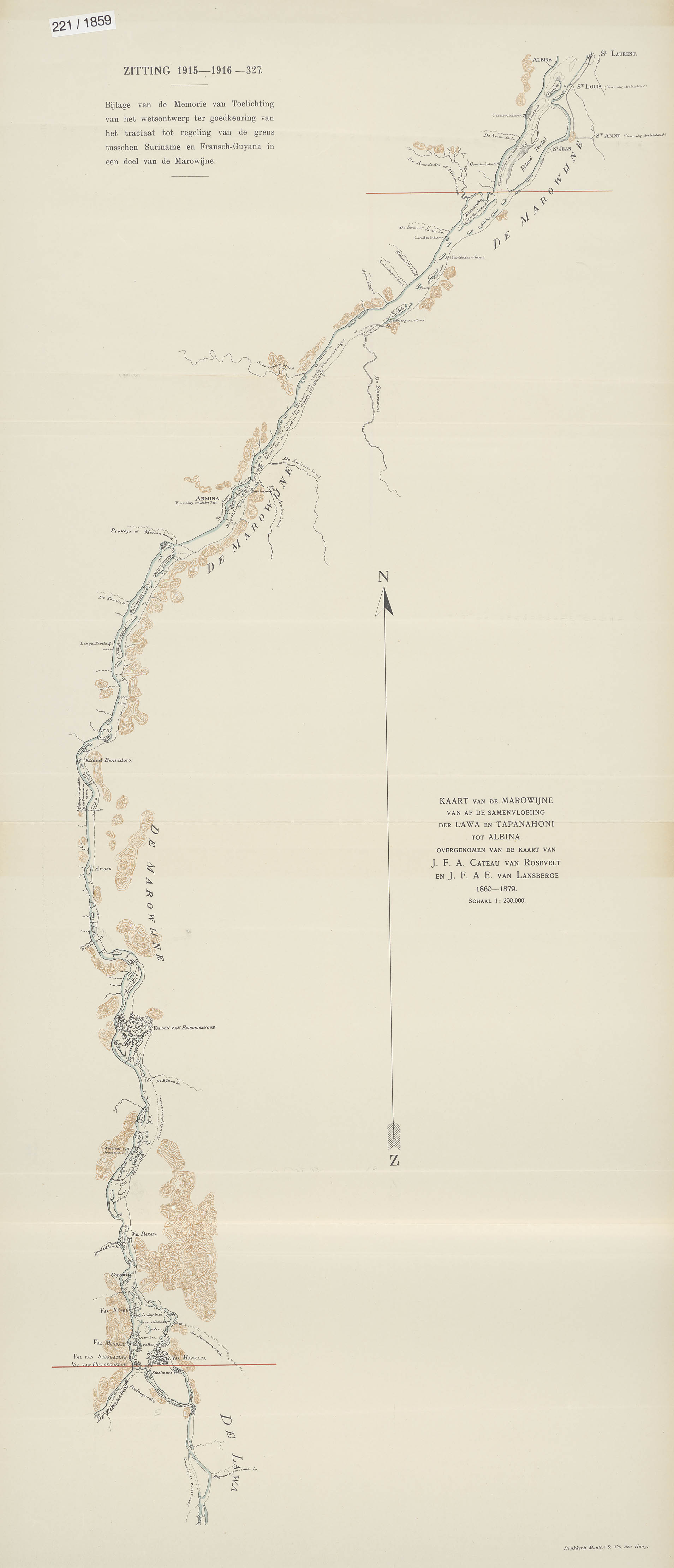
الجزء من نهر ماروني الذي أبرمت عليه هولندا وفرنسا معاهدة حدودية في عام 1915.

في عام 1860، طُرحت من الجانب الفرنسي مسألة تحديد أي من النهرين الفرعيين لنهر مارويني يُعد المنبع وبالتالي يشكّل الحدود. تم تعيين لجنة فرنسية-هولندية مشتركة لدراسة القضية. تألف الجانب الهولندي من اللجنة من بارون فان هيردت توت إيفيرسبيرغ، وج.ف.أ. كاتو فان روزفلت، وأوغست كابلر، بينما ضم الجانب الفرنسي لويتس فيدال، ورونمي، وبوديه، والدكتور ريش. في عام 1861، أُجريت قياسات أظهرت النتائج التالية: كان معدل تدفق نهر لاوا 35,960 مترًا مكعبًا/دقيقة (47,034 ياردة مكعبة) وعرضه 436 مترًا (477 ياردة)، بينما كان معدل تدفق نهر تاباناهوني 20,291 مترًا مكعبًا/دقيقة (26,540 ياردة مكعبة) وعرضه 285 مترًا (312 ياردة). وبناءً على ذلك، تبيّن أن نهر لاوا هو منبع نهر ماروني.
ولم تكن هناك أي مشاكل مع هذا القرار حتى عام 1885، عندما أدى اكتشاف الذهب في المنطقة الواقعة بين نهر لاوا ونهر تابانهوني إلى خلق صراع حدودي جديد. في 29 نوفمبر 1888، توصلت فرنسا وهولندا إلى اتفاق يقضي بإحالة النزاع إلى التحكيم. قرر القيصر الروسي ألكسندر الثالث، بصفته محكمًا، أن نهر لاوا هو منبع نهر ماروني، وبالتالي يجب اعتباره بمثابة الحدود. أبرمت هولندا وفرنسا معاهدة حدودية بشأن هذا الجزء من النهر في 30 سبتمبر/أيلول 1915. تم إرفاق بروتوكول يحدد الحدود من مصب نهر ماروني حتى قرية أنتيكوم باتا بهذه المعاهدة في 15 مارس 2021.
ومع ذلك، لا تحدد معاهدة عام 1915 ولا بروتوكول عام 2021 النهر الذي يشكل مصدر نهر لاوا. اعتبرت هولندا أن نهر الملاني هو مصدر نهر لاوا؛ واعتبر الفرنسيون أن نهر ليطاني، الذي يقع أبعد إلى الغرب، هو مصدر نهر لاوا. لم يتم حل هذه المشكلة بعد.
ينبع نهر ليطاني من جبال توموك هوماك عند خط عرض 2.5° شمالاً و55° غربًا تقريبًا؛ ويتغذى على طول مساره من نهر كولي كوليكريك، ونهر لوكيكريك، ونهر ماباونيكريك، ونهر أويلماري.
في حين ينبع نهر مالاني أيضًا من جبال توموك هيوماك، عند حوالي 2 درجة شمالاً و54 درجة غربًا؛ ويجمع عدة أنهار من بينها أيضًا نهر كوليبريك.

## الحدود الغربية

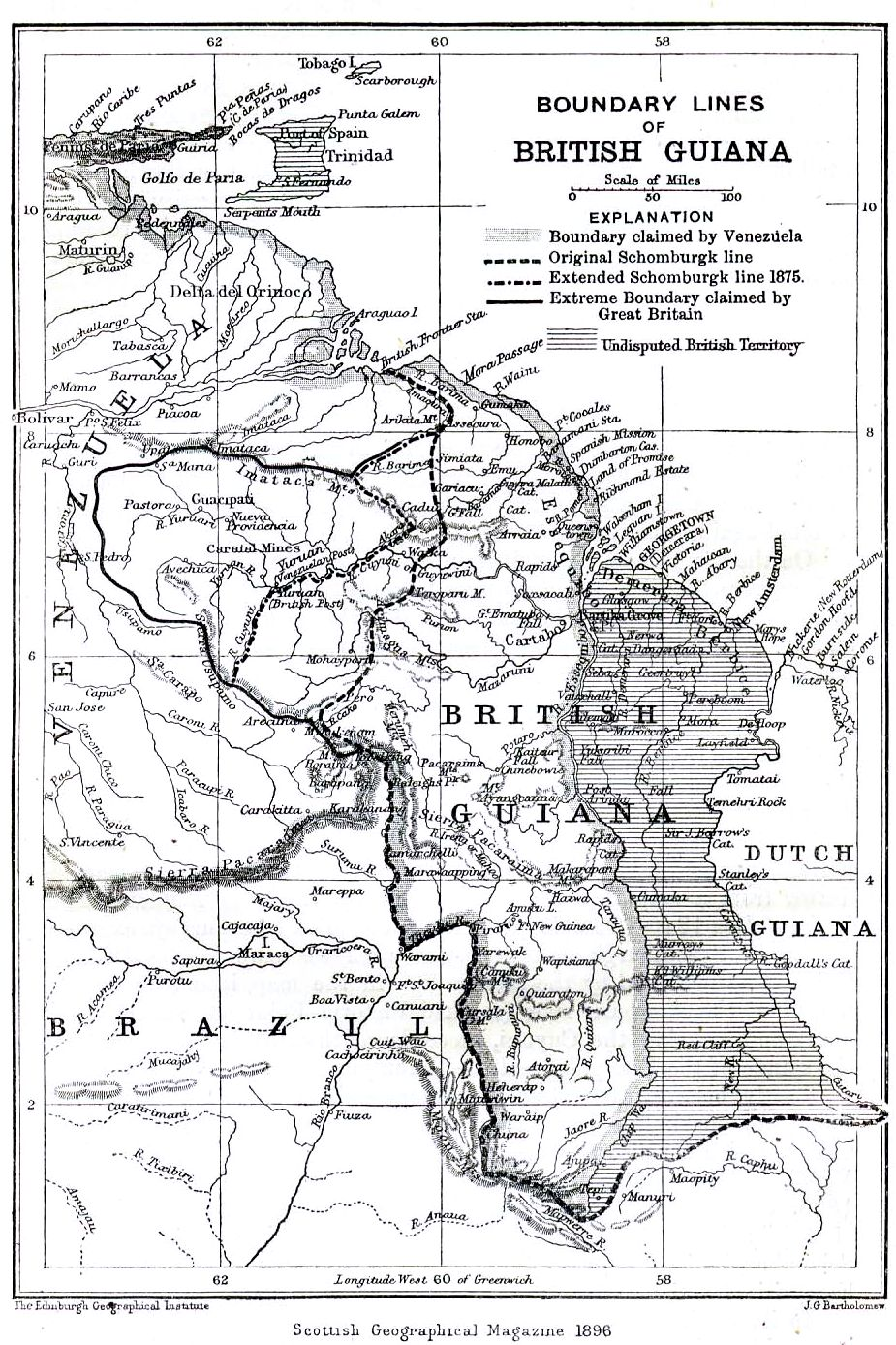
حدود غيانا البريطانية وفقًا لمسح شمبورك.

وبموجب اتفاق بين حاكم سورينام كورنيليس فان أيرسن فان سوميلسدايك وحاكم بربايس أبراهام فان بير — وكانت كلتاهما مستعمرتين هولنديتين في ذلك الوقت — كانت الحدود بين المستعمرتين تقع في ديفيل كريك، بين نهر بيربيس ونهر كورانتين. ومع ذلك، في عام 1799، وقع حاكم بيربيس أبراهام جاكوب فان إمبيزي فان باتنبورغ وحاكم سورينام يورياان فرانسوا دي فريديريتشي على اتفاقية تم بموجبها ترسيم الضفة الغربية لنهر كورانتين باعتبارها الحدود. اعتُبرت جميع الجزر في كورانتين، بالإضافة إلى الموقع في أوريللا، تابعة لسورينام. وبما أن المعاهدة الإنجليزية الهولندية لعام 1814 أعادت سورينام إلى الحكم الهولندي في حدود 1 يناير/كانون الثاني 1803، فقد أصبحت كورانتين هي الحدود الجديدة بين غيانا البريطانية وسورينام.

### مثلث النهر الجديد

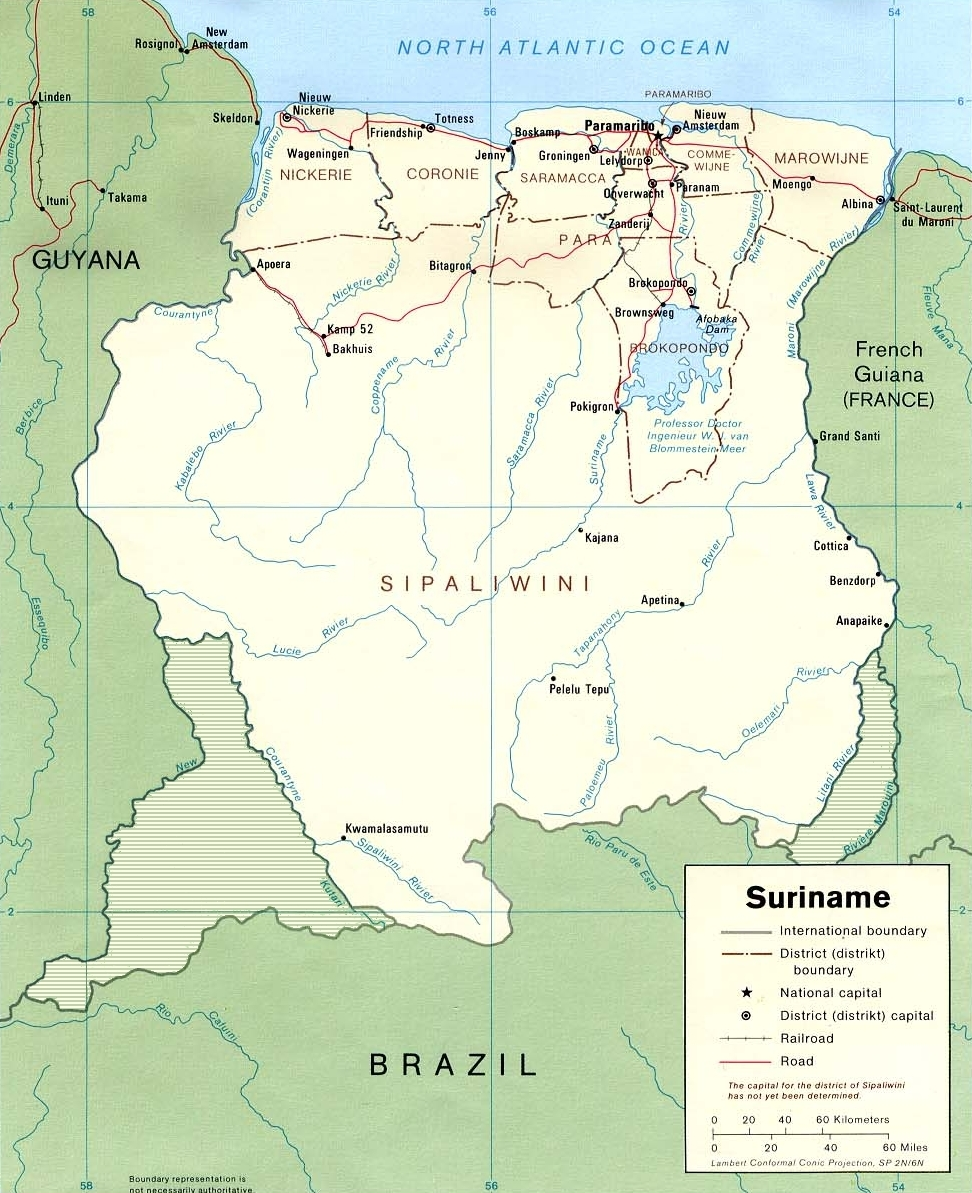
سورينام مع المناطق المتنازع عليها.

أجرى روبرت شمبورك مسحًا لحدود غيانا البريطانية في عام 1840. اتخذ نهر كورانتين حدودًا له، وأبحر إلى حيث اعتبره مصدره، نهر كوتاري، من أجل ترسيم الحدود. وفي عام 1871، اكتشف تشارلز بارينجتون براون النهر الجديد أو نهر كورانتين العلوي، وهو مصدر نهر كورانتين. وهكذا ولد نزاع مثلث النهر الجديد.
وقد منحت المحكمة التي نظرت في الأزمة الفنزويلية عام 1895 أيضًا مثلث نهر نيو إلى غويانا البريطانية. لكن هولندا أثارت احتجاجاً دبلوماسياً، مدعية أن النهر الجديد، وليس نهر كوتاري، هو الذي يجب اعتباره مصدر نهر كورانتين والحدود. ردت الحكومة البريطانية في عام 1900 بأن القضية قد تمت تسويتها بالفعل من خلال القبول بكوتاري باعتبارها الحدود.
في عام 1936، وافقت لجنة مختلطة أنشأتها الحكومة البريطانية والهولندية على منح العرض الكامل لنهر كورانتين لسورينام، وفقًا لاتفاقية عام 1799. اعتُبر أن الحدود البحرية الإقليمية تمتد بمقدار 10 درجات من النقطة رقم 61، أي 6 كم (3 أميال بحرية) من الشاطئ. ومع ذلك، مُنح مثلث النهر الجديد بالكامل لغيانا. لم يتم التصديق على المعاهدة التي تحول هذه الاتفاقية إلى قانون، بسبب اندلاع الحرب العالمية الثانية. في نفس العام، وقع الممثل الهولندي كونراد كاريل كايزر اتفاقية مع الممثلين البريطانيين والبرازيليين، لوضع تقاطع النقاط الثلاثية بالقرب من منبع نهر كوتاري.
ورغبة في إنهاء قضية الحدود قبل أن تحصل غيانا البريطانية على الاستقلال، استأنفت الحكومة البريطانية المفاوضات في عام 1961. وأكد الموقف البريطاني "سيادة هولندا على نهر كورينتين، وخط 10 درجات يقسم البحر الإقليمي، والسيطرة البريطانية على مثلث النهر الجديد". ردت هولندا بمطالبة رسمية بمثلث نهر نيو، ولكن بحدود خط القعر في نهر كورينتين (لم تكرر أي حكومة سورينامية هذا الموقف الأخير أبدًا). لم يتم التوصل إلى أي اتفاقيات وأصبحت غيانا مستقلة دون حل حدودها. في عام 1969، حدثت مناوشات حدودية بين القوات الغيانية والميليشيات السورينامية في معسكر تيغري. في عام 1971، اتفقت الحكومتان السورينامية والغويانية في ترينيداد على سحب القوات العسكرية من المثلث. حتى الآن لم تسحب غيانا أيًا من قواتها العسكرية ولا تزال تسيطر بقوة على مثلث نهر نيو.

### النزاع البحري
كانت الحدود البحرية محل نزاع منذ فترة طويلة بين غيانا وسورينام أيضًا، مما أدى في عام 2000 إلى مناوشات بين المستكشفين النفطيين الغويانيين وخفر السواحل السورينامي.  طالبت غيانا بحدود خط القعر لنهر كورانتين (ربما مستوحاة من الموقف الهولندي لعام 1962)، وخط 35 درجة من الشمال الحقيقي، من مصب النهر. أعلنت سورينام سيادتها على كامل عرض نهر كورانتين وخط تقسيم يبلغ 10 درجات. وفي نهاية المطاف، تم تشكيل هيئة تحكيمية مكونة من خمسة أعضاء تابعة لمحكمة التحكيم الدائمة بموجب القواعد المنصوص عليها في المرفق السابع من اتفاقية الأمم المتحدة لقانون البحار، والتي حددت في عام 2007 حدودها الخاصة التي تختلف عن ادعاءات الطرفين. وقد تم تسوية الحدود البحرية في النهاية عن طريق التحكيم الدولي. وقد منحت المحكمة لسورينام السيادة على كامل عرض كورانتين، كما منحت سورينام حدودًا بحرية إقليمية تبلغ 10 درجات على بعد 6 كم (3 أميال بحرية) من الشاطئ، وفقًا لاتفاقية عام 1936. ومع ذلك، فإن بقية الحدود البحرية الإقليمية، والتي تمتد 22 كم (12 ميلًا بحريًا) من الشاطئ بموجب القانون الدولي الحديث، والحدود التي تفصل المناطق الاقتصادية الخالصة لكلا البلدين، تم منحها وفقًا لمبدأ المسافة المتساوية.  

## الحدود الجنوبية
وُصفت الحدود الجنوبية مع البرازيل في معاهدة الحدود لعام 1906 بأنها "تتشكل من الحدود الفرنسية غيانا الفرنسية إلى الحدود البريطانية غيانا البريطانية، وهو خط تقسيم الصرف (مستجمع المياه) بين حوض الأمازون إلى الجنوب، وأحواض الأنهار التي تتدفق إلى الشمال إلى المحيط الأطلسي". وكانت الحدود الموصوفة في المعاهدة نتيجة لعملية تحكيم ترأسها الملك فيكتور إيمانويل الثالث ملك إيطاليا. تم توقيع المعاهدة في ريو دي جانيرو في 5 مايو 1906. وقد صادقت البرازيل وهولندا على المعاهدة في عام 1908.

## ملحوظات
1. ↑  Donovan 2003، صفحة 58
2. ↑  Donovan 2003، صفحات 56–57
3. ↑  Donovan 2003، صفحة 60
4. ↑  Donovan 2003، صفحة 62
5. ↑  Permanent Court of Arbitration - Guyana/Suriname نسخة محفوظة 2013-02-08 على موقع واي باك مشين.
6. ↑  Award of the Tribunal نسخة محفوظة 2011-01-02 على موقع واي باك مشين.

## قراءة إضافية
- Menon، P.K. (1978). "International Boundaries: A Case Study of the Guyana-Surinam Boundary". The International and Comparative Law Quarterly. ج. 27 ع. 4: 738–768. DOI:10.1093/iclqaj/27.4.738. JSTOR:758476.
- Hoyle، Peggy A. (Summer 2001). "The Guyana-Suriname Maritime Boundary Dispute and its Regional Context" (PDF). IBRU Boundary and Security Bulletin: 99–107. مؤرشف من الأصل (PDF) في 2021-11-02.